# Santa Rosa (San Juan de Bigote)
Santa Rosa es una localidad peruana ubicada en el distrito de San Juan de Bigote en la provincia de Morropón del departamento de Piura, al norte del Perú.

## Demografía
En el 2017 Santa Rosa tenía una población de 178 habitantes, según el INEI.
| Gráfica de evolución demográfica de Santa Rosa entre 1993 y 2017 |
|                                                                  |
| Fuentes: Población 1993 y 2017                                   |